# 2016년 하계 올림픽 자메이카 선수단
자메이카는 2016년 8월 5일에서 8월 21일까지 브라질 리우데자네이루에서 열린 제31회 하계 올림픽에 참가했다.

## 메달 집계

### 종목별 참가 선수 및 메달 집계
| 종목   | 참가 선수 | 1 | 2 | 3 | 메달 합계 |
| 다이빙 | 1         |   |   |   | 0         |
| 수영   | 2         |   |   |   | 0         |
| 육상   | 55        | 6 | 3 | 2 | 11        |
| 체조   | 1         |   |   |   | 0         |
| 합계   | 59        | 6 | 3 | 2 | 11        |

### 메달리스트
| 메달 | 이름                                                                                                 | 종목 | 세부 종목        | 날짜     |
| ---- | --- | ---- | ---------------- | -------- |
| 1    | 일레인 톰슨                                                                                          | 육상 | 여자 100m        | 8월 13일 |
| 1    | 우사인 볼트                                                                                          | 육상 | 남자 100m        | 8월 14일 |
| 1    | 오마르 먹클라우드                                                                                    | 육상 | 남자 110m 허들   | 8월 16일 |
| 1    | 일레인 톰슨                                                                                          | 육상 | 여자 200m        | 8월 17일 |
| 1    | 우사인 볼트                                                                                          | 육상 | 남자 200m        | 8월 18일 |
| 1    | 아사파 파월 요한 블레이크 니컬 애슈미드 우사인 볼트                                                  | 육상 | 남자 4x100m 계주 | 8월 19일 |
| 2    | 크리스타나 윌리엄스 일레인 톰슨 베로니카 캠벨브라운 셸리앤 프레이저프라이스                          | 육상 | 여자 4x100m 계주 | 8월 19일 |
| 2    | 크리스틴 데이 크리샌 고든 셰리카 잭슨 애니샤 머클라클런-윌비 스테퍼니 앤 먹퍼슨 노블린 윌리엄스-밀스 | 육상 | 여자 4x400m 계주 | 8월 20일 |
| 2    | 내선 앨런 피츠로이 던클리 제이븐 프랜시스 피터 매슈스 러쉰 먹도널드                                  | 육상 | 남자 4x400m 계주 | 8월 20일 |
| 3    | 셸리앤 프레이저프라이스                                                                              | 육상 | 여자 100m        | 8월 13일 |
| 3    | 셰리카 잭슨                                                                                          | 육상 | 여자 400m        | 8월 15일 |

### 육상

#### 남자
트랙 / 도로 경기
| 선수 | 세부 종목 | 1차 예선 | 1차 예선 | 2차 예선 | 2차 예선 | 준결선 | 준결선 | 결선 | 결선      |
| 선수 | 세부 종목 | 기록     | 순위     | 기록     | 순위     | 기록   | 순위   | 기록 | 최종 순위 |

필드 경기
| 선수 | 세부 종목 | 예선 | 예선 | 결선 | 결선      |
| 선수 | 세부 종목 | 기록 | 순위 | 기록 | 최종 순위 |
|      | 세단뛰기  |      |      |      |           |

#### 여자
트랙 / 도로 경기
| 선수 | 세부 종목 | 1차 예선 | 1차 예선 | 2차 예선 | 2차 예선 | 준결선 | 준결선 | 결선 | 결선      |
| 선수 | 세부 종목 | 기록     | 순위     | 기록     | 순위     | 기록   | 순위   | 기록 | 최종 순위 |

필드 경기
| 선수 | 세부 종목 | 예선 | 예선 | 결선 | 결선      |
| 선수 | 세부 종목 | 기록 | 순위 | 기록 | 최종 순위 |

### 체조

#### 기계체조
남자
단체전
개인전
여자

## 같이 보기
- 올림픽 자메이카 선수단